# Port lotniczy Mamuju-Tampa Padang
Port lotniczy Mamuju-Tampa Padang (IATA: MJU, ICAO: WAAJ) – port lotniczy położony w Mamuju, w prowincji Celebes Zachodni, w Indonezji.